# Église du Christ au Congo
Église du Christ au Congo (ECC), Kongos kristna kyrka är, näst efter den romersk-katolska kyrkan, det största trossamfundet i Kongo-Kinshasa.
ECC är ett slags paraplyorganisation, bestående av 62 protestantiska kyrkor och 11 ekumeniska organisationer.